# 西舘昂汰
西舘 昂汰（にしだて こうた、2001年6月9日 - ）は、福岡県筑紫野市吉木出身のプロ野球選手（投手・育成選手）。右投右打。東京ヤクルトスワローズ所属。

## 経歴

### プロ入り前
吉木小学校、筑紫野中学校を経て進学した筑陽学園高等学校では3年春の第91回選抜高等学校野球大会、夏の第101回全国高等学校野球選手権大会に出場した。選抜大会ではリリーフで2試合に登板した。選手権大会では初戦の作新学院戦で先発登板したが延長戦で敗れた。高校では進藤勇也と同学年。
高校卒業後は専修大学へ進学。野球部では1・2年次までは成績を残せなかったが、3年次に臨時コーチとして指導に当たっていた同校OBの崔一彦の教えを受けて才能が開花、3年秋のリーグ戦で最優秀投手に選出された。東都大学野球リーグ（2部）通算で 11勝6敗、防御率1.69。
2023年10月26日に開催されたドラフト会議にて、1巡目で武内夏暉の抽選を外した東京ヤクルトスワローズから外れ1位で指名された。11月20日、契約金9000万円、年俸1600万円で契約に合意した（金額は推定）。背番号は14。担当スカウトは中西親志。

### ヤクルト時代
2024年、1月の新人合同自主トレーニング期間中に上半身のコンディション不良により別メニュー調整となり、ノースローでの調整が続き、3月になってからキャッチボールを再開した。6月9日の埼玉西武ライオンズとの二軍戦で実戦デビューを果たし、1回を1安打無失点に抑えた。8月13日の二軍戦以降登板がなく、9月20日に右肘内側側副靱帯再建術（トミー・ジョン手術）を受けた。同年は二軍で5試合登板、1勝1敗、防御率5.00でシーズンを終えた。同年10月26日、翌年の支配下契約を結ばないことが通知され、併せて育成契約を打診された。11月16日、育成再契約に合意した。背番号は014。

## 選手としての特徴・人物
最速152km/hの直球を投げる。変化球はキレのあるフォークが武器。他にはカーブ、曲がり幅の大きいスライダー、カットボール、スプリット、シュート。非常にタフな選手でもある。
自身と同年のドラフトで読売ジャイアンツから1位指名を受けた西舘勇陽とは同姓だが血縁関係はない。ネットなどでは“じゃないほうの西舘”と言われたため、悔しい思いをしていたという。

## 詳細情報

### 背番号
- 14（2024年[9]）
- 014（2025年[17] - ）